# Liga Colombiana de Radioaficionados
Die Liga Colombiana de Radioaficionados (LCRA), deutsch „Kolumbianische Union der Funkamateure“, ist die nationale Vereinigung der Funkamateure in Kolumbien.
Sie dient dem Zweck der internationalen Kommunikation sowie der Erforschung der Funktechnik und dem Experimentieren damit. Sie unterstützt lizenzierte Funkamateure bei ihrem Hobby, das diese  ausschließlich aus persönlichem Interesse und für gemeinnützige Zwecke ausüben. Sie selbst ist durch eine vom kolumbianischen Ministerium für Informations- und Kommunikationstechnik erteilten Lizenz offiziell anerkannt.
Die Vereinigung wurde am 19. August 1933 gegründet. Im Jahr 2019 war Jaime Hernando Duarte (Amateurfunkrufzeichen HK6JHD) Präsident.
Die LCRA ist Mitglied in der International Amateur Radio Union (IARU Region 2), der internationalen Vereinigung von Amateurfunkverbänden, und vertritt dort die Interessen der Funkamateure des Landes.